# Iriatherina werneri
Cá cầu vồng vây dài hay còn gọi là cá cầu vồng vây chỉ (Danh pháp khoa học: Iriatherina werneri) là một loài cá trong họ Melanotaeniidae

## Mô tả
Chúng là một trong những cá thể vốn rất phong phú của cá cầu vồng, trong đó cá Đực có vây lưng và vây hậu môn rất dài. Cá có đặc trưng là đôi mắt lớn màu đen hoặc một sọc đen chạy qua mắt, miệng nhỏ dài, chia làm hai. Kích thước thường là 2,5 cm tới 3,5 cm. Cá Cầu Vồng Vây Dài có miệng rộng, nhưng cổ họng của chúng lại rất nhỏ và ăn loại thức ăn có kích thước không quá lớn, chúng có thể ăn cả thức ăn đông lạnh và thức ăn khô.
Thân mình mỏng, màu bạc và có sọc ngang nhạt. Hấp dẫn chúng ta nhờ có bộ vi lưng, một hình quạt tròn và một dài mảnh như sợi chỉ, vây đuôi cũng dài mảnh trong suốt. Con đực có màu sậm hơn con cái và vây đuôi trong suốt và đầu vây màu đỏ, con cái có đầu vây màu hồng. Khi phấn khích, chúng xoè bung toàn bộ vi rất đẹp. 

## Tập tính
Cá Cầu Vồng là loài cá sống bầy đàn hòa bình nhất trong những bể thủy sinh. Cá cái thường đẻ trứng lên các bụi rong rêu. Cá bố, mẹ nên được loại khỏi bể cá trước khi trứng nở, thường là sau bảy hoặc tám ngày trong điều kiện nuôi nhốt. Cá bột nên được cho những loại thức ăn có kích thước nhỏ. Mặc dù là loài ăn tạp, có thể ăn hầu hết mọi loại thức ăn, nhưng thức ăn phải nhỏ vừa cỡ. Vì miệng nhỏ, nên khó ăn được nguyên con tôm đông lạnh, bộ vi dài của chúng rất hấp dẫn những con thích cắn đuôi. 

## Sinh sản
Nếu nuôi đúng và có nhiều cây trong bể, cá cầu vồng sẽ sinh sản như mọi con cầu vồng khác. Thường, cá đẻ trứng vào buổi sáng. Chúng thích đẻ lên cây, nhưng ta có thể dụ cho chúng đẻ trứng lên vải lưới làm riêng cho cá đẻ. Sau đó chuyển miếng vải này sang hồ ấp. Cá con cực nhỏ và khó cho ăn, phải tìm loại vi sinh cực nhỏ cho cá con ăn